# Bình Phú, Phú Thọ
Bình Phú là một xã thuộc tỉnh Phú Thọ, Việt Nam.

## Địa lý
Xã Bình Phú nằm ở phía đông nam huyện Phù Ninh, có vị trí địa lý:
- Phía đông giáp tỉnh Vĩnh Phúc
- Phía tây giáp thành phố Việt Trì và xã An Đạo
- Phía nam giáp thành phố Việt Trì.
- Phía bắc giáp tỉnh Vĩnh Phúc.

Xã Bình Phú có diện tích 15,07 km², dân số năm 2018 là 12.236 người, mật độ dân số đạt 812 người/km².

## Lịch sử
Địa bàn xã Bình Phú hiện nay trước đây vốn là ba xã: Bình Bộ, Tử Đà, Vĩnh Phú thuộc huyện Phù Ninh.
Trước khi sáp nhập, xã Bình Bộ có diện tích 4,65 km², dân số là 3.590 người, mật độ dân số đạt 772 người/km². Xã Tử Đà có diện tích 6,42 km², dân số là 4.425 người, mật độ dân số đạt 689 người/km². Xã Vĩnh Phú có diện tích 4,00 km², dân số là 4.221 người, mật độ dân số đạt 1.055 người/km².
Ngày 17 tháng 12 năm 2019, Ủy ban Thường vụ Quốc hội ban hành Nghị quyết 828/NQ-UBTVQH14 về việc sắp xếp các đơn vị hành chính cấp xã thuộc tỉnh Phú Thọ (nghị quyết có hiệu lực từ ngày 1 tháng 1 năm 2020). Theo đó, sáp nhập toàn bộ diện tích và dân số của ba xã Bình Bộ, Tử Đà và Vĩnh Phú thành xã Bình Phú.